# Palais de Beaulieu
Pour les articles homonymes, voir Beaulieu.

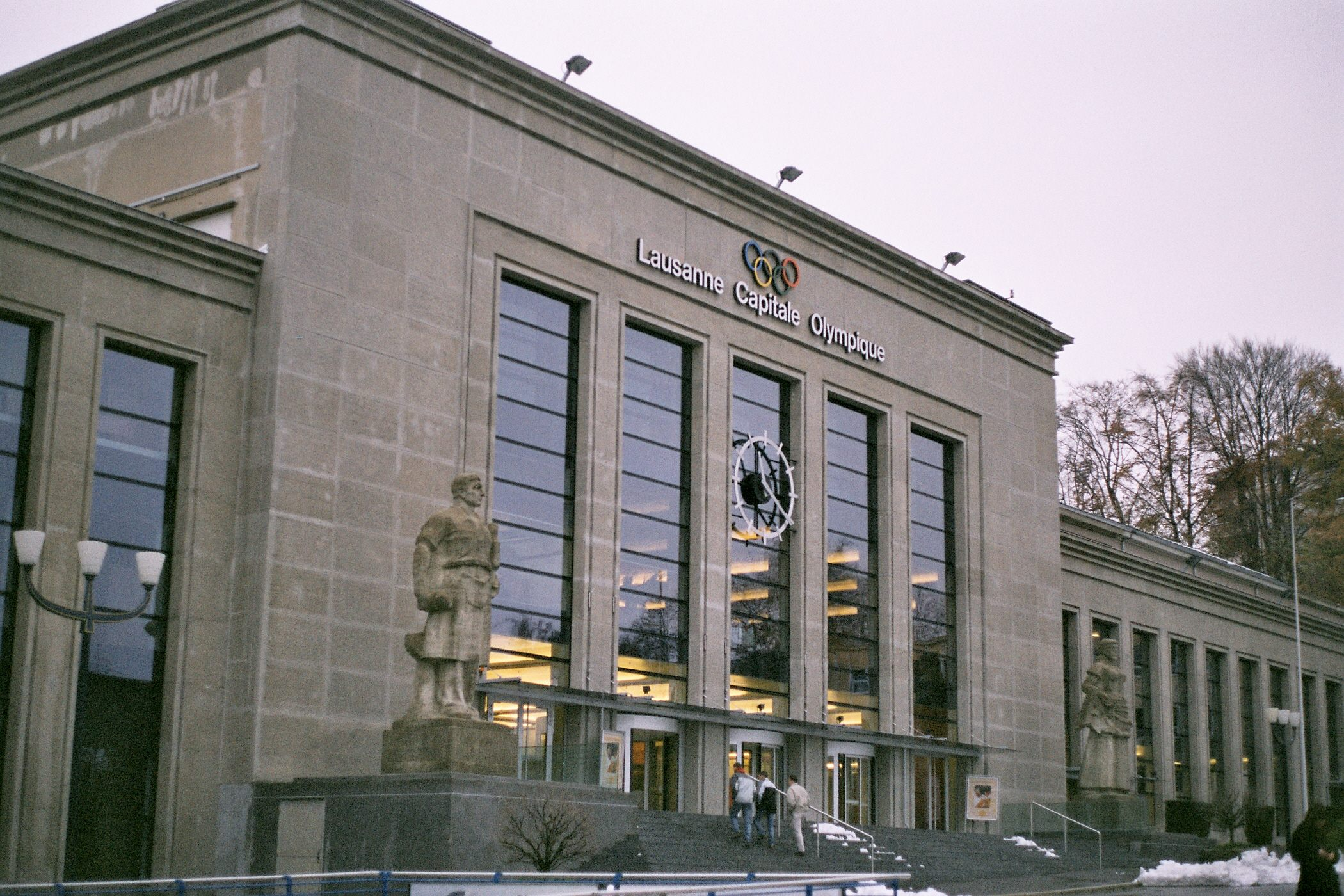
Le Palais de Beaulieu.

Le Palais de Beaulieu est le bâtiment historique et emblématique d'un ensemble appelé « Centre de Congrès et d'Expositions de Beaulieu » situé à Lausanne, dans le canton de Vaud en Suisse. C'est un important palais des congrès qui accueille principalement des congrès et des manifestations. Le Palais abrite aussi le Théâtre de Beaulieu, lequel est, avec ses 1844 places, le plus grand de Suisse. Le Prix de Lausanne se tient habituellement dans le Palais de Beaulieu. La Télé, chaîne régionale de télédiffusion, y a aussi son studio et ses bureaux, tout comme le Béjart Ballet Lausanne.
Situé dans le quartier de Beaulieu/Grey/Boisy, le Centre de Congrès et d'Expositions de Beaulieu dispose de plus de 6 hectares de terrain, 100 000 m2 de plancher et 12 000 m2 de jardins ouverts au public. Le Centre de Congrès et d'Expositions offre plusieurs salles ainsi que des halles modulables.

## Historique
Le premier "Comptoir Vaudois d'échantillons" est inauguré à Lausanne en 1916, à l'initiative de la Société industrielle et commerciale de Lausanne, de la Chambre vaudoise du commerce et de l'industrie, avec l'appui de la Municipalité de Lausanne. La formule est alors nouvelle en Suisse et sera généralisée par la suite. Le premier Comptoir suisse a lieu en septembre 1920. Depuis cette année-là, une seule édition n'a pas pu avoir lieu : celle de 1939, en raison de la guerre. Notons que la première manifestation officielle de la NASA en Europe s'est tenue durant le Comptoir suisse de 1962.
Le Palais - qui deviendra le bâtiment principal - date de 1921. Il prendra le nom de Palais de Beaulieu dès 1957. Les discussions pour la création d'une salle de spectacles entre la Municipalité de la Ville et la Société Coopérative du Comptoir Suisse remontent à 1949, le Théâtre de Beaulieu étant inauguré en 1954. Il est notamment utilisé par le Béjart Ballet Lausanne, l'Orchestre de la suisse romande et la Paternelle.
À l'ouest du site, de nouveaux bâtiments s'ajoutent entre 1920 et 1940. Entre 1950 et 1954, les zones au sud et à l'est se développent. Les Halles Nord sont construites en 1960. Plusieurs rénovations suivent. Ainsi, en plus du Comptoir suisse, l'enceinte de Beaulieu accueille peu à peu des congrès, des activités artistiques et des manifestations économiques.
Depuis 2000, le site de Beaulieu appartient à une Fondation de droit public, la Fondation de Beaulieu, créée par le Canton de Vaud, la Ville de Lausanne et les communes de l'agglomération (Lausanne Région et Union des communes vaudoises UCV). La Fondation de Beaulieu est chargée de la maintenance, des rénovations et de la logistique, mais également du développement stratégique et économique du site. Elle gère également les congrès et manifestations et, de concert avec Opus One SA, le Théâtre de Beaulieu. Le locataire Beaulieu Lausanne SA, héritier de la Société Coopérative du Comptoir Suisse, gère les expositions et exploite les Halles Sud. Depuis 2006, Eldora Traiteur SA, filiale du groupe Eldora SA et anciennement DSR, s'occupe de la restauration sur le site.
La Fondation de Beaulieu a lancé un programme de rénovations nommé Beaulieu 2020, qui court de 2000 à 2020. C'est dans ce cadre que le Palais fait l'objet de rénovations depuis 2001. Celles-ci sont encore en cours. Les Halles Sud ont été reconstruites entre 2010 et 2011. En 2014, le peuple lausannois a refusé un projet de tour à l'est (la tour Taoua), avec un restaurant et un hôtel. Ce rejet a entraîné la réorganisation du projet Beaulieu 2020 et des partenaires impliqués. Dès 2014, une réattribution des espaces a lieu dans le Palais de Beaulieu. L'Institut et Haute École de la Santé La Source, le TAS et un restaurant public viendront s'y installer.

## Événements
Parmi les grands événements accueillis chaque année à Beaulieu, on peut citer :
- Le Salon Habitat Jardin
- Le Salon Baby & Kid Planet
- Le Salon des métiers et de la formation Lausanne
- Le Prix de Lausanne
- Le Béjart Ballet Lausanne
- L'OSR
- La Paternelle
- De nombreuses assemblées générales et congrès

Par le passé, Beaulieu a notamment accueilli
- First International Congress on World Evangelizaion - Pacte de Lausanne 1974
- Le Concours Eurovision de la Chanson 1989
- Gymnaestrada 2011
- Holiday on Ice 1979
- Mamma Mia! 2016
- Le Comptoir suisse
- Swiss Expo (Salon de l'agriculture professionnel)
- CATS 2017
- Blue Man Group